# Sant Bartomeu de Margalef
Sant Bartomeu de Margalef és un monument del municipi de Torregrossa (Pla d'Urgell) inclòs en l'Inventari del Patrimoni Arquitectònic de Catalunya.

## Descripció
Església d'una sola nau, campanar de paret i porta datada el 1778. De gust neoclàssic.
Coberta a dues vessants amb teula àrab, La capçalera és poligonal i cada vèrtex, igual que les cantonades dels murs, és rematat amb carreus ben tallats de proporcions considerables respecte a la resta de pedra vista.

## Història
Església a l'interior del pati del casal-palau dels ducs d'Almenara.
Sembla que aquesta és la nova església de Sant Bartomeu de Margalef. De la vella, situada en l'antic nucli de Margalef, despoblat al segle xiv, només se'n conserva la façana.
Ha estat restaurada els darrers anys. En la restauració s'ha aplicat un criteri unitari per a totes les construccions arquitectòniques: deixar la pedra picada vista. En l'església, les parts on hi havia totxana s'han arrebossat i pintat.